# مالالبيرغو
مالالبيرغو (بالإيطالية: Malalbergo)‏ هي بلدية في مقاطعة بولونيا في إقليم إميليا رومانيا الإيطالي.

## السكان
في سنة 1861 بلغ عدد السكان 3٬665 نسمة، وتطور العدد ليصل في سنة 2011 لـ 8٬771 نسمة.
يظهر هذا المخطط البياني تطور النمو السكاني لـ مالالبيرغو